# Sandra Douglas
Sandra Marie Douglas (ur. 22 kwietnia 1967 w Manchesterze) – angielska lekkoatletka specjalizująca się w biegach sprinterskich, uczestniczka letnich igrzysk olimpijskich w Barcelonie (1992), brązowa medalistka olimpijska w biegu sztafetowym 4 × 400 metrów.

## Sukcesy sportowe
- dwukrotna medalistka mistrzostw Wielkiej Brytanii w biegu na 400 metrów – złota (1992) oraz srebrna (1990)[1]
- brązowa medalistka mistrzostw Anglii w biegu na 400 metrów – 1994[2]
- złota medalistka halowych mistrzostw Anglii w biegu na 400 metrów – 1991[3]
- brązowa medalistka halowych mistrzostw Anglii w biegu na 200 metrów – 1992

| Rok  | Miasto    | Zawody               | Konkurencja        | Wynik         |
| ---- | --------- | -------------------- | ------------------ | ------------- |
| 1992 | Barcelona | Igrzyska olimpijskie | sztafeta 4 × 400 m | brązowy medal |

## Rekordy życiowe
- bieg na 400 metrów (stadion) – 51,41 – Barcelona 02/08/1992